# The Crippled Hand
The Crippled Hand er en amerikansk stumfilm fra 1916 af Robert Leonard og David Kirkland.

## Medvirkende
- Robert Z. Leonard.
- Ella Hall.
- Marc B. Robbins.
- Gladys Brockwell.
- Kingsley Benedict.